# شبه موصل أصيل
شبه موصل أصيل (بالإنجليزية: Intrinsic semiconductor)‏ هو شبه موصل نقي يحتوي على عدد من الفجوات مساو لعدد الإلكترونات الحرة لكنه يختلف عن العازل حيث انه في درجة حرارة أعلى من الصفر المطلق هناك إمكانية محدودة أن يتحرر الإلكترون من مكانه ويترك خلفه فجوة إلكترونية لكن في درجات الحرارة الاعتيادية ينبغي أن يخضع شبه الموصل النقي إلى عملية تشويب حتى يمكن استغلالها في التطبيقات الإلكترونية لإن عدد الإلكترونات في نطاق التوصيل يكون مساو لعدد الفجوات في نطاق التكافؤ.